# Sphegigaster
Sphegigaster är ett släkte av steklar som beskrevs av Maximilian Spinola 1811. Sphegigaster ingår i familjen puppglanssteklar.

## Dottertaxa tillSphegigaster, i alfabetisk ordning[1][2]
- Sphegigaster agromyzae
- Sphegigaster anamudiensis
- Sphegigaster aurata
- Sphegigaster beijingensis
- Sphegigaster brevicornis
- Sphegigaster burksi
- Sphegigaster carinata
- Sphegigaster ciliatuta
- Sphegigaster cirrhocornis
- Sphegigaster conchyliatus
- Sphegigaster cracentis
- Sphegigaster cuscutae
- Sphegigaster cuspidata
- Sphegigaster elegantula
- Sphegigaster euryepomis
- Sphegigaster fusca
- Sphegigaster glabrata
- Sphegigaster grisselli
- Sphegigaster hamugurivora
- Sphegigaster hexomyzae
- Sphegigaster hypocyrta
- Sphegigaster indica
- Sphegigaster intersita
- Sphegigaster jilinensis
- Sphegigaster longicornis
- Sphegigaster mutica
- Sphegigaster nigricornis
- Sphegigaster obliqua
- Sphegigaster orobanchiae
- Sphegigaster pallicornis
- Sphegigaster panda
- Sphegigaster pedunculiventris
- Sphegigaster peninsularis
- Sphegigaster perlonga
- Sphegigaster permagna
- Sphegigaster pulchra
- Sphegigaster reticulata
- Sphegigaster salicinus
- Sphegigaster schauffi
- Sphegigaster shica
- Sphegigaster stella
- Sphegigaster stepicola
- Sphegigaster trukensis
- Sphegigaster truncata
- Sphegigaster venusta
- Sphegigaster voltairei
- Sphegigaster yapensis